# Valentini Grammatikopoulou
Valentini Grammatikopoulou (in greco Βαλεντίνη Γραμματικοπούλου?; Kilkis, 9 febbraio 1997) è una tennista greca.

## Carriera
A livello juniores ha vinto 4 titoli in singolo e 5 in doppio. Come professionista ha raggiunto il suo best ranking in singolare nell'agosto 2022 (posizione 143).
In Fed Cup il suo bilancio personale è di cinque vittorie e una sconfitta.
Ad agosto 2022 disputa la prima finale di un torneo WTA 125, a Vancouver, dove parte dalle qualificazioni e nel tabellone principale vince in due set su Astra Sharma, Cadence Brace, Chloé Paquet e in semifinale ha la meglio su Emma Navarro al terzo set. Nell'ultimo atto infligge un 6-2, 6-4 alla numero 66 del mondo Lucia Bronzetti, vincendo così il primo trofeo WTA della carriera.

## Statistiche WTA

### Doppio

#### Sconfitte (1)
| Legenda              |
| -------------------- |
| Grande Slam (0)      |
| Argenti Olimpici (0) |
| WTA Finals (0)       |
| WTA Elite Trophy (0) |
| Dal 2021             |
| WTA 1000 (0)         |
| WTA 500 (0)          |
| WTA 250 (1)          |

| N. | Data           | Torneo                        | Superficie  | Compagna       | Avversarie in finale           | Punteggio           |
| 1. | 18 luglio 2021 | Ladies Open Lausanne, Losanna | Terra rossa | Ulrikke Eikeri | Susan Bandecchi Simona Waltert | 3-6, 7-6(3), [5-10] |

## Circuito WTA 125

### Singolare

#### Vittorie (1)
| N. | Data           | Torneo                                | Superficie | Avversaria in finale | Punteggio |
| 1. | 21 agosto 2022 | Odlum Brown Vancouver Open, Vancouver | Cemento    | Lucia Bronzetti      | 6-2, 6-4  |

### Doppio

#### Vittorie (1)
| N. | Data           | Torneo                          | Superficie | Compagna             | Avversarie in finale                        | Punteggio   |
| 1. | 19 agosto 2023 | Barranquilla Open, Barranquilla | Cemento    | Despoina Papamichaīl | Yuliana Lizarazo María Paulina Pérez García | 7-6(2), 7-5 |

#### Sconfitte (3)
| N. | Data              | Torneo                             | Superficie  | Compagna         | Avversarie in finale                 | Punteggio |
| 1. | 26 dicembre 2021  | Hana Bank Korea Open, Seul         | Cemento (i) | Réka Luca Jani   | Choi Ji-hee Han Na-lae               | 4-6, 4-6  |
| 2. | 10 settembre 2023 | Open delle Puglie, Bari            | Terra rossa | Elixane Lechemia | Katarzyna Kawa Anna Sisková          | 1-6, 2-6  |
| 3. | 16 settembre 2023 | Țiriac Foundation Trophy, Bucarest | Terra rossa | Anna Sisková     | Angelica Moratelli Camilla Rosatello | 5-7, 4-6  |

## Statistiche ITF

### Singolare

#### Vittorie (15)
| Torneo $100.000 (0) |
| Torneo $80.000 (0)  |
| Torneo $75.000 (0)  |
| Torneo $60.000 (0)  |
| Torneo $50.000 (0)  |
| Torneo $40.000 (1)  |
| Torneo $25.000 (5)  |
| Torneo $15.000 (0)  |
| Torneo $10.000 (9)  |

| N.  | Data              | Torneo                                                 | Superficie  | Avversaria in finale    | Punteggio        |
| 1.  | 28 aprile 2013    | Heraklion Hellenic Zeus Circuit, Heraklion             | Sintetico   | Amy Bowtell             | 6–3, 6–4         |
| 2.  | 5 maggio 2013     | Heraklion Hellenic Zeus Circuit, Heraklion             | Sintetico   | Lee Pei-chi             | 7–6(4), 3-6, 6-2 |
| 3.  | 11 agosto 2013    | Pirot Open, Pirot                                      | Terra rossa | Eva Wacanno             | 6-1, 6-4         |
| 4.  | 14 settembre 2014 | Vrnjacka Banja Open, Vrnjačka Banja                    | Terra rossa | Dea Herdželaš           | 1–6, 6–3, 7–6(5) |
| 5.  | 23 agosto 2015    | Oldenzaal Open, Oldenzaal                              | Terra rossa | Katharina Lehnert       | 7–6(2), 6-3      |
| 6.  | 4 ottobre 2015    | ITF Women's Circuit Port El Kantaoui, Port El Kantaoui | Cemento     | Caroline Roméo          | 2-6, 6-2, 6-3    |
| 7.  | 19 ottobre 2015   | Heraklion Hellenic Zeus Circuit, Heraklion             | Cemento     | Pemra Özgen             | 3–6, 6–3, 6–3    |
| 8.  | 1º novembre 2015  | Heraklion Hellenic Zeus Circuit, Heraklion             | Cemento     | Julia Stamatova         | 7-5, 6-1         |
| 9.  | 18 giugno 2016    | Pavlov Cup, Minsk                                      | Terra rossa | Anna Kalinskaja         | 6-3, 4-1, rit.   |
| 10. | 11 dicembre 2016  | Hammamet Open, Hammamet                                | Cemento     | Jelena Simić            | 6-1, 6-3         |
| 11. | 19 novembre 2017  | Dakar Open, Dakar                                      | Cemento     | Chanel Simmonds         | 6-0, 7-6(1)      |
| 12. | 26 luglio 2021    | Telavi Open, Telavi                                    | Terra rossa | Tessah Andrianjafitrimo | 7-5, 6-4         |
| 13. | 7 maggio 2023     | ForteVillage ITF Trophy, Pula                          | Terra rossa | Kathinka von Deichmann  | 6-4, 6-1         |
| 14. | 4 giugno 2023     | BTC City Open Otocec, Otočec                           | Terra rossa | Rebecca Šramková        | 6-4, 6-4         |
| 15. | 29 ottobre 2023   | Egypt Sharm ElSheikh Women's Future, Sharm el-Sheikh   | Cemento     | Linda Klimovičová       | 7-6(1), 7-5      |

#### Sconfitte (15)
| Torneo $100.000 (0) |
| Torneo $80.000 (0)  |
| Torneo $75.000 (0)  |
| Torneo $60.000 (0)  |
| Torneo $50.000 (0)  |
| Torneo $40.000 (0)  |
| Torneo $25.000 (8)  |
| Torneo $15.000 (1)  |
| Torneo $10.000 (6)  |

| N.  | Data             | Torneo                                                 | Superficie  | Avversaria in finale | Punteggio        |
| 1.  | 9 novembre 2014  | Heraklion Hellenic Zeus Circuit, Heraklion             | Cemento     | Dalma Gálfi          | 2-6, 6-4, 6(4)-7 |
| 2.  | 5 aprile 2015    | Heraklion Hellenic Zeus Circuit, Heraklion             | Cemento     | Maria Sakkarī        | 2-6, 2-6         |
| 3.  | 12 aprile 2015   | Heraklion Hellenic Zeus Circuit, Heraklion             | Cemento     | Viktória Kužmová     | 3-6, 4-6         |
| 4.  | 30 agosto 2015   | Rotterdam Open, Rotterdam                              | Terra rossa | Chayenne Ewijk       | 6(3)-7, 3-6      |
| 5.  | 11 ottobre 2015  | ITF Women's Circuit Port El Kantaoui, Port El Kantaoui | Cemento     | Valerija Strachova   | 2-6, 0-6         |
| 6.  | 17 gennaio 2016  | Südwestbank-Cup, Stoccarda                             | Cemento (i) | Anna Blinkova        | 6(4)-7, 6-2, 2-6 |
| 7.  | 3 luglio 2016    | Thermphos Challenger Zeeland, Middelburg               | Terra rossa | Quirine Lemoine      | 2-6, 5-7         |
| 8.  | 21 agosto 2016   | Servimat Open, Fiandre                                 | Cemento     | Anna Blinkova        | 5-7, 2-6         |
| 9.  | 27 agosto 2016   | Sapronov-tennis Kharkiv Ladies Cup, Charkiv            | Terra rossa | Anna Kalinskaja      | 4-6, 6-1, 1-6    |
| 10. | 9 luglio 2017    | Thermphos Challenger Zeeland, Middelburg               | Terra rossa | Arantxa Rus          | 6-3, 2-6, 3-6    |
| 11. | 11 agosto 2018   | AEGON Pro Series Chiswick, Chiswick                    | Cemento     | Vitalija D'jačenko   | 1-6, 5-7         |
| 12. | 6 giugno 2021    | Tatarstan Open, Kazan'                                 | Cemento     | Hanna Kubarava       | 1-6, 3-6         |
| 13. | 10 novembre 2024 | Topspin Energy Cup, Solarino                           | Sintetico   | Joanna Garland       | 7-5, 2-6, 3-6    |
| 14. | 8 giugno 2025    | Tiriac Foundation Trophy, Focșani                      | Terra rossa | Ruth Roura Llaverias | 6(4)-7, 6(5)-7   |
| 15. | 20 luglio 2025   | Trofeo MABO, Torino                                    | Terra rossa | Ane Mintegi del Olmo | 3-6, 1-6         |

### Doppio

#### Vittorie (34)
| Torneo $100.000 (1) |
| Torneo $80.000 (0)  |
| Torneo $75.000 (0)  |
| Torneo $60.000 (5)  |
| Torneo $50.000 (0)  |
| Torneo $40.000 (0)  |
| Torneo $25.000 (20) |
| Torneo $15.000 (0)  |
| Torneo $10.000 (8)  |

| N.  | Data             | Torneo                                                 | Superficie  | Compagna             | Avversarie in finale                   | Punteggio           |
| 1.  | 19 aprile 2014   | Heraklion Hellenic Zeus Circuit, Heraklion             | Cemento     | Natela Dzalamidze    | Despina Papamichail Maria Sakkarī      | 6(6)–7, 6–3, [10–5] |
| 2.  | 29 marzo 2015    | Heraklion Hellenic Zeus Circuit, Heraklion             | Cemento     | Anastasija Komardina | Viktória Kužmová Petra Rohanová        | 7-5, 6–2            |
| 3.  | 4 aprile 2015    | Heraklion Hellenic Zeus Circuit, Heraklion             | Cemento     | Anastasija Komardina | Barbara Bonić Tamara Čurović           | 6-2, 6-2            |
| 4.  | 11 aprile 2015   | Heraklion Hellenic Zeus Circuit, Heraklion             | Cemento     | Anastasija Komardina | Tamara Čurović Despina Papamichail     | 6-2, 6-3            |
| 5.  | 8 maggio 2015    | ITF Women's Circuit Mytilene, Mitilene                 | Cemento     | Rosalie van der Hoek | Yoshimi Kawasaki Daiana Negreanu       | 6-4, 6-3            |
| 6.  | 4 ottobre 2015   | ITF Women's Circuit Port El Kantaoui, Port El Kantaoui | Cemento     | Jelena Simić         | Anette Munozova Jana Sizikova          | 4–6, 6–4, [10–6]    |
| 7.  | 11 ottobre 2015  | ITF Women's Circuit Port El Kantaoui, Port El Kantaoui | Cemento     | Valerija Strachova   | Inês Murta Pauline Payet               | 5–7, 6–3, [10–5]    |
| 8.  | 17 giugno 2016   | Pavlov Cup, Minsk                                      | Terra rossa | Anna Kalinskaja      | Ulrikke Eikeri Laura Pigossi           | 4-6, 6-1, [10-2]    |
| 9.  | 25 giugno 2016   | Breda Open, Breda                                      | Terra rossa | Svjatlana Piraženka  | Dasha Ivanova Petra Krejsová           | 7–6(6), 6–4         |
| 10. | 24 giugno 2016   | Darmstadt Tennis International, Darmstadt              | Terra rossa | Anna Kalinskaja      | Anita Husaric Dalila Jakupovič         | 6-4, 6-1            |
| 11. | 20 agosto 2016   | Westend Ladies Tennis Cup, Westende                    | Cemento     | Elyne Boeykens       | Quirine Lemoine Eva Wacanno            | 6-2, 6-3            |
| 12. | 9 settembre 2016 | Allianz Cup, Sofia                                     | Terra rossa | Quirine Lemoine      | Lina Ǵorčeska Viktorija Tomova         | 6–4, 4–6, [10–6]    |
| 13. | 21 ottobre 2016  | Governor's Cup Lagos, Lagos                            | Cemento     | Prarthana Thombare   | Kyra Shroff Dhruthi Tatachar Venugopal | 6(3)–7, 6–3, [11–9] |
| 14. | 8 luglio 2017    | Thermphos Challenger Zeeland, Middelburg               | Terra rossa | Bibiane Schoofs      | Naiktha Bains Dasha Ivanova            | 6(8)-7, 7-5, [10-5] |
| 15. | 3 febbraio 2018  | AEGON Pro Series Glasgow, Glasgow                      | Cemento (i) | Ysaline Bonaventure  | Dalma Gálfi Katarzyna Piter            | 7-5, 6-4            |
| 16. | 4 agosto 2018    | AEGON Pro Series Woking, Woking                        | Cemento     | Dalma Gálfi          | Emily Arbuthnott Anna Danilina         | 6–0, 4–6, [11–9]    |
| 17. | 7 luglio 2019    | ITF Women's Circuit The Hague, L'Aia                   | Terra rossa | Quirine Lemoine      | Gabriella da Silva Fick Anna Klasen    | 6–2, 5-7, [10-3]    |
| 18. | 10 agosto 2019   | AEGON Pro Series Chiswick, Chiswick                    | Cemento     | Sarah Beth Grey      | Freya Christie Samantha Murray         | 6(5)-7, 6-3, [10-5] |
| 19. | 27 febbraio 2021 | Winter Moscow Open, Mosca                              | Cemento (i) | Anastasija Zacharova | Ekaterina Kazionova Šalimar Taĺbi      | 6-3, 5-7, [10-8]    |
| 20. | 3 aprile 2021    | Torneo Internacional Dove MenCare+, Villa María        | Terra rossa | Richèl Hogenkamp     | Victoria Bosio María Lourdes Carlé     | 6-2, 6-2            |
| 21. | 12 giugno 2021   | Montemor Ladies Open, Montemor-o-Novo                  | Cemento     | Ulrikke Eikeri       | Eri Hozumi Akiko Ōmae                  | 6-1, 6-0            |
| 22. | 19 giugno 2021   | Macha Lake Open, Staré Splavy                          | Terra rossa | Richèl Hogenkamp     | Amina Anšba Anastasia Dețiuc           | 6-3, 6-4            |
| 23. | 12 febbraio 2022 | TBC Porto Open, Porto                                  | Cemento (i) | Quirine Lemoine      | Audrey Albié Léolia Jeanjean           | 6–2, 6-3            |
| 24. | 19 febbraio 2022 | TBC Porto Open, Porto                                  | Cemento (i) | Quirine Lemoine      | Adrienn Nagy Prarthana Thombare        | 6–2, 6-0            |
| 25. | 19 novembre 2022 | Meitar Open, Meitar                                    | Cemento     | Ekaterina Jašina     | Hanna Kubarava Marija Timofeeva        | 6-3, 7-5            |
| 26. | 8 aprile 2023    | ForteVillage ITF Trophy, Pula                          | Terra rossa | Weronika Falkowska   | Angelica Moratelli Arantxa Rus         | 6-1, 6-1            |
| 27. | 13 maggio 2023   | Zagreb Ladies Open, Zagabria                           | Terra rossa | Dalila Jakupovič     | Carole Monnet Antonia Ružić            | 6-2, 7-5            |
| 28. | 10 giugno 2023   | Kursumlijska Banja Women's, Kuršumlijska Banja         | Terra rossa | Sof'ja Lansere       | Jazmín Ortenzi Ekaterina Rejngol'd     | 6-3, 6-2            |
| 29. | 24 novembre 2023 | Open Ciudad de Valencia, Valencia                      | Terra rossa | Andreea Mitu         | Aliona Bolsova Natela Dzalamidze       | 7-5, 6-4            |
| 30. | 5 aprile 2024    | Split Open, Spalato                                    | Terra rossa | Prarthana Thombare   | Veronika Erjavec Justina Mikulskytė    | 6-4, 6-1            |
| 31. | 22 giugno 2024   | Olomouc Open, Olomouc                                  | Terra rossa | Amina Anšba          | Jessie Aney Lena Papadakis             | 6-2, 6-4            |
| 32. | 1º novembre 2024 | Lexus GB Pro-Series Loughborough, Loughborough         | Cemento (i) | Elena Malõgina       | Ella McDonald Ranah Akua Stoiber       | w/o                 |
| 33. | 11 novembre 2024 | Topspin Energy Cup, Solarino                           | Sintetico   | Katarína Kužmová     | Ksenija Laskutova Federica Urgesi      | 6-3, 6-3            |
| 34. | 18 luglio 2025   | Trofeo MABO, Torino                                    | Terra rossa | Lisa Zaar            | Noemi Basiletti Federica Urgesi        | 6-3, 7-6(3)         |

#### Sconfitte (26)
| Torneo $100.000 (1) |
| Torneo $80.000 (1)  |
| Torneo $75.000 (0)  |
| Torneo $60.000 (3)  |
| Torneo $50.000 (0)  |
| Torneo $40.000 (1)  |
| Torneo $25.000 (14) |
| Torneo $15.000 (0)  |
| Torneo $10.000 (6)  |

| N.  | Data              | Torneo                                                   | Superficie      | Compagna             | Avversarie in finale                    | Punteggio           |
| 1.  | 8 ottobre 2012    | Open 9, Engis                                            | Terra rossa     | Lena Lutzeier        | Carolin Daniels Laura Schaeder          | 4-6, 1-6            |
| 2.  | 5 aprile 2014     | Heraklion Hellenic Zeus Circuit, Heraklion               | Cemento         | Polina Lejkina       | Csilla Borsányi Ilka Csöregi            | 6–4, 3–6, [6–10]    |
| 3.  | 12 aprile 2014    | Heraklion Hellenic Zeus Circuit, Heraklion               | Cemento         | Natela Dzalamidze    | Magali Kempen Elke Lemmens              | 6–1, 5–7, [8–10]    |
| 4.  | 22 agosto 2015    | Oldenzaal Open, Oldenzaal                                | Cemento         | Svjatlana Piraženka  | Steffi Distelmans Kelly Versteeg        | 3-6, 5-7            |
| 5.  | 1º novembre 2015  | Heraklion Hellenic Zeus Circuit, Heraklion               | Cemento         | Janneke Wikkerink    | Eleni Christofi Phillis Vanenburg       | 3–6, 3-6            |
| 6.  | 14 marzo 2016     | Open GDF SUEZ de Gonesse, Gonesse                        | Terra rossa (i) | Justyna Jegiołka     | Marine Partaud Laëtitia Sarrazin        | 1–6, 6–3, [6–10]    |
| 7.  | 2 luglio 2016     | Thermphos Challenger Zeeland, Middelburg                 | Terra rossa     | Julia Wachaczyk      | Quirine Lemoine Eva Wacanno             | 3-6, 5-7            |
| 8.  | 14 ottobre 2016   | Governor's Cup Lagos, Lagos                              | Cemento         | Prarthana Thombare   | Chayenne Ewijk Rosalie van der Hoek     | 3–6, 5–7            |
| 9.  | 8 settembre 2017  | Allianz Cup, Sofia                                       | Terra rossa     | Elena-Gabriela Ruse  | Jaqueline Cristian Anastasija Komardina | 3-6, 0-6            |
| 10. | 25 novembre 2017  | Dakar Open, Dakar                                        | Cemento         | Rosalie van der Hoek | Jana Sizikova Ana Veselinović           | 3-6, 3-6            |
| 11. | 25 febbraio 2018  | Altenkirchen Ladies Open, Altenkirchen                   | Sintetico (i)   | Maryna Zanevs'ka     | Diāna Marcinkēviča Katarzyna Piter      | w/o                 |
| 12. | 29 settembre 2018 | BBVA Open Ciudad de Valencia, Valencia                   | Terra rossa     | Renata Zarazúa       | Irina Chromačëva Nina Stojanović        | 1-6, 4-6            |
| 13. | 7 settembre 2019  | CMG Tennis Cup, Trieste                                  | Terra rossa     | Dalma Gálfi          | Cristina Dinu Angelica Moratelli        | 6–4, 1–6, [8–10]    |
| 14. | 26 ottobre 2019   | Tennis Classic of Macon, Macon                           | Cemento         | Jaimee Fourlis       | Usue Maitane Arconada Caroline Dolehide | 7-6(2), 2-6, [8-10] |
| 15. | 29 febbraio 2020  | Winter Moscow Open, Mosca                                | Cemento (i)     | Natela Dzalamidze    | Sofija Lansere Kamilla Rachimova        | 1-6, 6-3, [6-10]    |
| 16. | 19 settembre 2020 | Zagreb Ladies Open, Zagabria                             | Terra rossa     | Ana Sofía Sánchez    | Silvia Njirić Dejana Radanović          | 1-6, 3-6            |
| 17. | 12 marzo 2021     | Kazan Kremlin Cup, Kazan'                                | Cemento (i)     | Anastasija Zacharova | Ulrikke Eikeri Šalimar Talbi            | 4-6, 0-6            |
| 18. | 27 marzo 2021     | Blooming Cup, Buenos Aires                               | Terra rossa     | Richèl Hogenkamp     | Amina Anšba Panna Udvardy               | 5-7, 2-6            |
| 19. | 29 maggio 2021    | Liepaja Open, Liepāja                                    | Terra rossa     | Šalimar Taĺbi        | Akgul Amanmuradova Valentina Ivachnenko | 3-6, 6-3, [11-13]   |
| 20. | 14 agosto 2021    | Flanders Ladies Trophy Koksijde, Koksijde                | Terra rossa     | Valentina Ivachnenko | Lina Ǵorčeska Valerija Strachova        | 4-6, 4-6            |
| 21. | 23 aprile 2022    | Boar's Head Resort Women's Open, Charlottesville         | Terra verde     | Alycia Parks         | Sophie Chang Angela Kulikov             | 6-2, 3-6, [4-10]    |
| 22. | 14 maggio 2022    | Edge Open Saint-Gaudens Occitanie, Saint-Gaudens         | Terra rossa     | Anastasija Tichonova | Fernanda Contreras Lulu Sun             | 5-7, 2-6            |
| 23. | 11 marzo 2023     | KSLTA ITF World Tennis Tour, Bangalore                   | Cemento         | Eden Silva           | Francisca Jorge Matilde Jorge           | 7-5, 0-6, [3-10]    |
| 24. | 2 marzo 2024      | Helsinki Open, Helsinki                                  | Cemento (i)     | Martyna Kubka        | Laura Hietaranta Linda Klimovičová      | 3-6, 1-6            |
| 25. | 5 maggio 2024     | FineMark Women's Pro Tennis Championship, Bonita Springs | Terra verde     | Valerija Strachova   | Fanny Stollár Lulu Sun                  | 4-6, 5-7            |
| 26. | 10 marzo 2025     | Terranova Cup, Solarino                                  | Sintetico       | Julija Hatoŭka       | Paris Corley Weronika Falkowska         | 1-6, 1-6            |